# Smučarski skoki v sezoni 1969/70
Smučarski skoki v sezoni 1969/70. To je pregled najpomembnejših tekem v smučarskih skokih v sezoni 1969/70. Tekme niso bile povezane v svetovni pokal, ki ga je ustanovila Mednarodna smučarska organizacija s sezono 1979/80.

## Tekme

### Razred A
| Datum                                                                      | Prizorišče             | Skakalnica                   | Opomba                          | Zmagovalec                                                      | Drugi                                                                                       | Tretji                                                            | Vir           |
| -------------------------------------------------------------------------- | ---------------------- | ---------------------------- | ------------------------------- | --------------------------------------------------------------- | ------------------------------------------------------------------------------------------- | ----------------------------------------------------------------- | ------------- |
| 28. december 1969                                                          | Oberstdorf             | Schattenbergschanze          | Turneja štirih skakalnic        | Gari Napalkov                                                   | Horst Queck                                                                                 | Josef Matouš                                                      | [ 1 ] [ 2 ]   |
| 1. januar 1970                                                             | Garmisch-Partenkirchen | Große Olympiaschanze         | Turneja štirih skakalnic        | Jiří Raška                                                      | Anatolij Žeglanov                                                                           | Vladimir Belusov                                                  | [ 3 ]         |
| 4. januar 1970                                                             | Innsbruck              | Bergiselschanze              | Turneja štirih skakalnic        | Bjørn Wirkola                                                   | Horst Queck                                                                                 | Anatolij Žeglanov                                                 | [ 4 ]         |
| 6. januar 1970                                                             | Bischofshofen          | Paul-Außerleitner-Schanze    | Turneja štirih skakalnic        | Jiří Raška                                                      | Rainer Schmidt                                                                              | Bjørn Wirkola                                                     | [ 5 ] [ 6 ]   |
|                                                                            | Skupno:                | Skupno:                      | Turneja štirih skakalnic        | Horst Queck                                                     | Bjørn Wirkola                                                                               | Gari Napalkov                                                     | [ 6 ]         |
| 14. - 21. februar 1970: Svetovno prvenstvo v Štrbském Plesu, Češkoslovaška |                        |                              |                                 |                                                                 |                                                                                             |                                                                   |               |
| 28. februar 1970                                                           | Lahti                  | Salpausselkä                 | Smučarske igre Lahti            | FinskaTauno Käyhkö Raimo Ekholm Esko Rautionaho Heikki Väisänen | Nemška demokratična republikaHeinz Wosipiwo Bernd Eckstein Clemens Walther Jürgen Dommerich | JaponskaJukio Kasaja Takaši Fudžisava Nobukazu Saito Akicugu Kono | [ 7 ] [ 8 ]   |
| 1. marec 1970                                                              | Lahti                  | Salpausselkä                 | Smučarske igre Lahti            | Gari Napalkov                                                   | Bjørn Wirkola                                                                               | Koba Zakadse                                                      | [ 9 ] [ 10 ]  |
| 6.–8. marec 1970                                                           | Oberstdorf             | Heini-Klopfer-Skiflugschanze | Teden smučarskih poletov        | Josef Matouš                                                    | Rudolf Höhnl                                                                                | Reinhold Bachler                                                  | [ 11 ] [ 12 ] |
| 15. marec 1970                                                             | Oslo                   | Holmenkollbakken             | Smučarski festival Holmenkollen | Vladimir Belusov                                                | Gari Napalkov                                                                               | Rudolf Höhnl                                                      | [ 13 ] [ 14 ] |

### Ostale tekme
| Datum                     | Prizorišče             | Skakalnica               | Opomba                      | Zmagovalec                                                       | Drugi                                                        | Tretji                                                                        | Vir             |
| ------------------------- | ---------------------- | ------------------------ | --------------------------- | ---------------------------------------------------------------- | ------------------------------------------------------------ | ----------------------------------------------------------------------------- | --------------- |
| 26. december 1969         | St. Moritz             | Olympiaschanze           | Božična tekma               | Hans Schmid                                                      | Giacomo Aimoni                                               | Bruce Jennings                                                                | [ 15 ] [ 16 ]   |
| 26. december 1969         | Nesselwang             | Hans-Riefler-Schanze     | Nordijski kriterij          | Franz Keller                                                     | Ralph Pöhland                                                | Sepp Lichtenegger                                                             | [ 17 ] [ 18 ]   |
| 28. december 1969         | Engelberg              | Klein-Titlis-Schanze     | Nočna tekma                 | Josef Kraus                                                      | Josef Bonetti                                                | Urs Schöni                                                                    | [ 19 ] [ 20 ]   |
| 30. december 1969         | Garmisch-Partenkirchen | Kleine Olympiaschanze    | Nočna tekma                 | Horst Queck                                                      | Jan Bieniek Frithjof Prydz                                   |                                                                               | [ 21 ] [ 22 ]   |
| 9. januar 1970            | Špindlerův Mlýn        | Svatý Petr               | Bohemska turneja            | Jiří Raška                                                       | Rudolf Höhnl                                                 | Josef Matouš                                                                  | [ 23 ] [ 24 ]   |
| 10. januar 1970           | Tanvald Plavy          | Na Pláni                 | Bohemska turneja            | Jiří Raška                                                       | Bernd Eckstein                                               | Josef Matouš                                                                  | [ 25 ] [ 26 ]   |
| 11. januar 1970           | Liberec                | Ještěd                   | Bohemska turneja            | Jiří Raška                                                       | Bohuslav Novák                                               | Josef Matouš                                                                  | [ 27 ] [ 28 ]   |
|                           | Skupno:                | Skupno:                  | Bohemska turneja            | Jiří Raška                                                       | Josef Matouš                                                 | Hans Schmid                                                                   | [ 26 ] [ 28 ]   |
| 10. januar 1970           | Trg                    | Kurikkala-Schanze        | Koroško-slovenska turneja   | Giacomo Aimoni                                                   | Reinhold Bachler                                             | Marjan Mesec                                                                  | [ 29 ] [ 30 ]   |
| 11. januar 1970           | Maribor                | Pekrska gorca            | Koroško-slovenska turneja   | Marjan Mesec                                                     | Reinhold Bachler                                             | Janez Jurman                                                                  | [ 31 ] [ 32 ]   |
| 12. januar 1970           | Beljak                 | Villacher Alpenarena     | Koroško-slovenska turneja   | Reinhold Bachler                                                 | Marjan Mesec                                                 | Ernst Kröll                                                                   | [ 33 ] [ 34 ]   |
|                           | Skupno:                | Skupno:                  | Koroško-slovenska turneja   | Reinhold Bachler                                                 | Marjan Mesec                                                 | Giacomo Aimoni                                                                | [ 33 ] [ 34 ]   |
| 11. januar 1970           | Lake Placid            | Olimpijska skakalnica    | Kennedyjeve igre            | Seidži Aoči                                                      | Akicugu Kono                                                 | Max Golser                                                                    | [ 35 ] [ 36 ]   |
| 12. januar 1970           | Lake Placid            | Olimpijska skakalnica    | Kennedyjeve igre            | Akicugu Kono                                                     | Bruce Jennings                                               | Seidži Aoči                                                                   | [ 37 ] [ 38 ]   |
| 16. januar 1970           | Zakopane               | Wielka Krokiew           | Pokal Beskiden              | Tadeusz Pawlusiak                                                | Stanisław Gąsienica Daniel                                   | Józef Przybyła                                                                | [ 39 ] [ 40 ]   |
| 18. januar 1970           | Zakopane               | Wielka Krokiew           | Pokal Beskiden              | Tadeusz Pawlusiak                                                | Stanisław Gąsienica Daniel                                   | Józef Przybyła                                                                | [ 41 ] [ 42 ]   |
|                           | Skupno:                | Skupno:                  | Pokal Beskiden              | Tadeusz Pawlusiak                                                | Stanisław Gąsienica Daniel                                   | Józef Przybyła                                                                | [ 42 ]          |
| 18. januar 1970           | Semmering              | Liechtensteinschanze     |                             | Ernst Kröll                                                      | Dalibor Motejlek                                             | Max Golser                                                                    | [ 43 ] [ 44 ]   |
| 18. januar 1970           | Le Brassus             | La Chirurgienne          |                             | Hans Schmid                                                      | Josef Zehnder                                                | Václav Jakoubek                                                               | [ 45 ] [ 46 ]   |
| 18. januar 1970           | Chamonix               | Le Mont                  | Grand Prix des Nations      | Jiří Raška                                                       | Rudolf Höhnl                                                 | Giacomo Aimoni                                                                | [ 47 ] [ 48 ]   |
| 21. januar 1970           | St. Moritz             | Olympiaschanze           | Grand Prix des Nations      | Jiří Raška                                                       | Rudolf Höhnl                                                 | Hans Schmid                                                                   | [ 49 ] [ 50 ]   |
| 25. januar 1970           | Cortina d’Ampezzo      | Trampolino Italia        | Grand Prix des Nations      | Jiří Raška                                                       | Rudolf Höhnl                                                 | Josef Matouš                                                                  | [ 51 ] [ 52 ]   |
|                           | Skupno:                | Skupno:                  | Grand Prix des Nations      | Jiří Raška                                                       | Rudolf Höhnl                                                 | Giacomo Aimoni                                                                |                 |
| 21. januar 1970           | Klingenthal            | Große Aschbergschanze    | Turneja prijateljstva       | Horst Queck                                                      | Rainer Schmidt                                               | Heinz Schmidt                                                                 | [ 53 ] [ 54 ]   |
| 23. januar 1970           | Brotterode             | Inselbergschanze         | Turneja prijateljstva       | Horst Queck                                                      | Rainer Schmidt                                               | Heinz Schmidt                                                                 | [ 55 ] [ 56 ]   |
| 25. januar 1970           | Oberhof                | Rennsteigschanze         | Turneja prijateljstva       | Horst Queck                                                      | Gari Napalkov                                                | Vladimir Belusov                                                              | [ 57 ] [ 58 ]   |
|                           | Skupno:                | Skupno:                  | Turneja prijateljstva       | Horst Queck                                                      | Rainer Schmidt                                               | Vladimir Belusov                                                              | [ 58 ]          |
| 25. januar 1970           | Willingen              | Mühlenkopfschanze        |                             | Reinhold Bachler                                                 | Sepp Lichtenegger                                            | Heini Ihle                                                                    | [ 59 ]          |
| 1. februar 1970           | Murau                  | Hans-Walland Großschanze |                             | Ernst Kröll                                                      | Janez Jurman                                                 | Marjan Mesec                                                                  | [ 60 ] [ 61 ]   |
| 1. februar 1970           | Autrans                | Le Claret                |                             | Václav Jakoubek                                                  | Gilbert Poirot                                               | Bohuslav Novák                                                                | [ 62 ]          |
| 22. februar 1970          | Westby                 | Snowflake                |                             | Einar Bekken                                                     | Frithjof Prydz                                               | Bent Tomtum                                                                   | [ 63 ] [ 64 ]   |
| 22. februar 1970          | Braunlage              | Wurmbergschanze          |                             | Vinko Bogataj Marjan Prelovšek                                   |                                                              | Walter Lampe                                                                  | [ 65 ]          |
| 28. Februar/1. marec 1970 | Ironwood               | Copper Peak              | Teden smučarskih poletov    | Jiří Raška                                                       | Zbyněk Hubač                                                 | Rudolf Doubek                                                                 | [ 66 ] [ 67 ]   |
| 1. marec 1970             | St. Moritz             | Olympiaschanze           | Pokal Kongsberg             | Heini Ihle                                                       | Hans Schmid                                                  | Josef Zehnder                                                                 | [ 68 ] [ 69 ]   |
| 1. marec 1970             | Falun                  | Källviksbacken           | Švedske smučarske igre      | Vladimir Belusov                                                 | Ingolf Mork                                                  | Josef Matouš                                                                  | [ 70 ] [ 71 ]   |
| 3. marec 1970             | Jyväskylä              | Laajavuori               |                             | Bernd Eckstein                                                   | Jukio Kasaja                                                 | Erkki Pukka                                                                   | [ 72 ] [ 73 ]   |
| 7. marec 1970             | Ishpeming              | Suicide Hill             | Memorial Paúla Bietile      | Einar Bekken                                                     | ?                                                            | ?                                                                             | [ 74 ] [ 75 ]   |
| 8. marec 1970             | Ishpeming              | Suicide Hill             | Memorial Paúla Bietile      | Frithjof Prydz                                                   | Bent Tomtum                                                  | Einar Bekken                                                                  | [ 74 ] [ 76 ]   |
| 8. marec 1970             | Kuopio                 | Puijo                    | Zimske igre Puijo           | Max Golser                                                       | Seppo Bergström                                              | Topi Mattila                                                                  | [ 77 ] [ 78 ]   |
| 8. marec 1970             | Bærum                  | Skuibakken               |                             | Jukio Kasaja                                                     | Ingolf Mork                                                  | Bjørn Wirkola                                                                 | [ 79 ] [ 80 ]   |
| 8. marec 1970             | Sollefteå              | Hallstaberget            |                             | Bohuslav Novák                                                   | Tord Karlsson                                                | Seppo Reijonen                                                                | [ 81 ] [ 82 ]   |
| 9. marec 1970             | Gran                   | Flågånbakken             |                             | Takaši Fudžisava                                                 | Lars Grini                                                   | Bjørn Wirkola                                                                 | [ 83 ]          |
| 9. marec 1970             | Garmisch-Partenkirchen | Große Olympiaschanze     |                             | Jiří Raška                                                       | Václav Jakoubek                                              | Walter Steiner                                                                | [ 84 ] [ 78 ]   |
| 10. marec 1970            | Revelstoke             | Nels Nelsen Ski Jump     |                             | Rudolf Doubek                                                    | František Rydval                                             | Josef Kraus                                                                   | [ 85 ]          |
| 11. marec 1969            | Odnes                  | Odnesbakken              | Flubergrennet               | Rudolf Höhnl                                                     | Stanisław Gąsienica Daniel                                   | Tom Nyberg                                                                    | [ 86 ] [ 87 ]   |
| 16. marec 1970            | Schönwald              | Adlerschanze             |                             | Walter Lampe                                                     | Günther Göllner                                              | Giacomo Aimoni                                                                | [ 88 ] [ 89 ]   |
| 21. marec 1970            | Zakopane               | Średnia Krokiew          | Memorial Czech-Marusarzówna | Rainer Schmidt                                                   | Christian Kiehl                                              | Józef Przybyła                                                                | [ 90 ] [ 91 ]   |
| 22. marec 1970            | Zakopane               | Wielka Krokiew           | Memorial Czech-Marusarzówna | Heinz Schmidt                                                    | Józef Przybyła                                               | Rainer Schmidt                                                                | [ 92 ] [ 93 ]   |
| 21. marec 1970            | Iron Mountain          | Pine Mountain Jump       |                             | Richard Pfiffner                                                 | Adrian Watt                                                  | Dave Hicks                                                                    | [ 94 ] [ 95 ]   |
| 22. marec 1970            | Iron Mountain          | Pine Mountain Jump       |                             | Adrian Watt                                                      | Richard Pfiffner                                             | Tom Dennison                                                                  | [ 96 ] [ 95 ]   |
| 22. marec 1970            | Planica                | Srednja Bloudkova        | Memorial Janeza Polde       | Vladimir Smirnov                                                 | Aleksander Ivanikov                                          | Reinhold Bachler                                                              | [ 97 ] [ 93 ]   |
| 29. marec 1970            | Kuusamo                | Rukatunturi              |                             | Jiří Raška                                                       | Karel Kodejška                                               | Bjørn Wirkola                                                                 | [ 98 ] [ 99 ]   |
| 29. marec 1970            | Riezlern               | Köpfleschanze            | Velikonočna tekma           | Hans Schmid                                                      | Willy Schuster                                               | Franz Keller                                                                  | [ 100 ] [ 101 ] |
| 1. april 1970             | Dornbirn               | Bödele                   | Pomladna tekma              | Willy Schuster                                                   | Reinhold Bachler                                             | Ernst Kröll                                                                   | [ 102 ] [ 103 ] |
| 4. april 1970             | Oberwiesenthal         | Fichtelbergschanze       |                             | Sovjetska zvezaJurij Kalinin Anatolij Žeglanov Vladimir Klimenko | NorveškaJan Olav Roaldset Jo Inge Bjørneby Terje Gulbrandsen | Nemška demokratična republikaHeinz Wosipiwo Clemens Walther Bernd Willomitzer | [ 104 ] [ 105 ] |
| 5. april 1970             | Oberwiesenthal         | Fichtelbergschanze       | Pokal svobodnega tiska      | Jiří Raška                                                       | Rudolf Höhnl                                                 | Bernd Willomitzer                                                             | [ 106 ] [ 107 ] |
| 12. april 1970            | Kirovsk                | Tramplin Apatity         |                             | Vladimir Belusov                                                 | Stanisław Gąsienica Daniel                                   | Bernd Eckstein                                                                | [ 108 ] [ 109 ] |

## Novi rekordi skakalnic
| Prizorišče     | Skakalnica               | Skakalec          | Dolžina | Datum            | Vir     |
| -------------- | ------------------------ | ----------------- | ------- | ---------------- | ------- |
| Innsbruck      | Bergiselschanze          | Horst Queck       | 099,0 m | 4. januar 1970   | [ 110 ] |
| Murau          | Hans-Walland Großschanze | Ernst Kröll       | 107,0 m | 1. februar 1970  | [ 60 ]  |
| Gosau          | Dachsteinschanze         | Bernd Eckstein    | 077,0 m | 1. februar 1970  | [ 111 ] |
| Bærum          | Skuibakken               | Ingolf Mork       | 110,0 m | 8. februar 1970  | [ 112 ] |
| Štrbské Pleso  | MS 1970 B                | Rudolf Höhnl      | 081,5 m | 14. februar 1970 | [ 113 ] |
| Štrbské Pleso  | MS 1970 B                | Ingolf Mork       | 082,0 m | 14. februar 1970 | [ 113 ] |
| Štrbské Pleso  | MS 1970 B                | Tadeusz Pawlusiak | 082,5 m | 14. februar 1970 | [ 113 ] |
| Štrbské Pleso  | MS 1970 B                | Jukio Kasaja      | 084,5 m | 14. februar 1970 | [ 113 ] |
| Štrbské Pleso  | MS 1970 A                | Gari Napalkov     | 109,5 m | 21. februar 1970 | [ 114 ] |
| Ishpeming      | Suicide Hill             | Frithjof Prydz    | 085,0 m | 8. marec 1970    | [ 74 ]  |
| Iron Mountain  | Pine Mountain Jump       | Richard Pfiffner  | 102,5 m | 21. marec 1970   | [ 115 ] |
| Langenbruck    | Freichelen Schanze       | Hans Schmid       | 070,0 m | 26. marec 1970   | [ 116 ] |
| Oberwiesenthal | Fichtelbergschanze       | Jiří Raška        | 085,0 m | 5. april 1970    | [ 107 ] |